# Cayetano Sarmiento
Cayetano José Sarmiento Tunarrosa (Arcabuco, 28 maart 1987) is een Colombiaans wielrenner die anno 2016 rijdt voor EPM Tigo-UNE Área Metropolitana.

## Carrière
Sarmiento begon zijn carrière in 2007 bij het Colombiaanse continentale Boyacà es Para Vivirla-Marche Team. In zijn eerste jaar won hij reeds een etappe in de Ronde van Ecuador, waarin hij tevens beslag kon leggen op de derde plaats in het eindklassement. In 2009 won hij de Girobio, voorheen bekend als de Baby Giro en haalde hij twee medailles op de Pan-Amerikaanse kampioenschappen. Dit leverde hem een contract op bij Acqua & Sapone, waarmee hij in 2010 deelnam aan de Ronde van Italië.

## Belangrijkste overwinningen

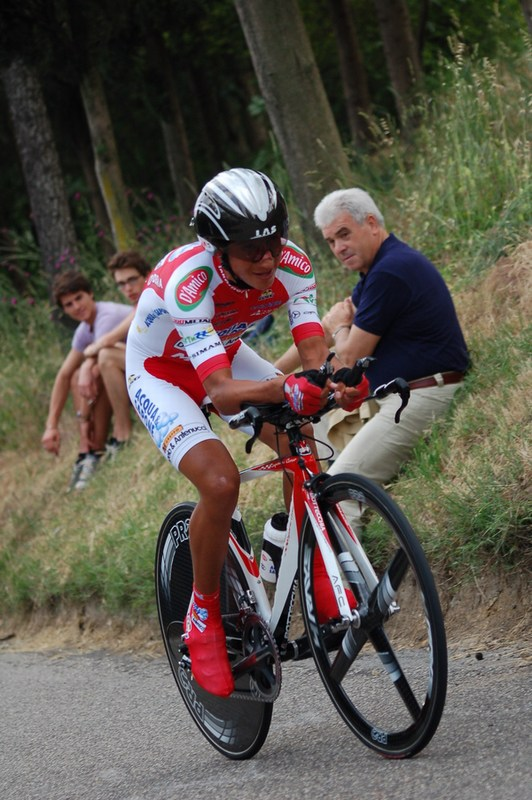
Cayetano Sarmiento in 2010

2007
1e etappe Ronde van Ecuador
2008
6e etappe Ronde van Colombia, Beloften
 Pan-Amerikaans kampioenschap op de weg
2009
Eindklassement Girobio
2012
Bergklassement Critérium du Dauphiné
2014
2e etappe Circuito de Combita

## Resultaten in voornaamste wedstrijden
| Jaar | Ronde van Italië | Ronde van Frankrijk | Ronde van Spanje |
| ---- | ---------------- | ------------------- | ---------------- |
| 2010 | 47e              |                     |                  |
| 2011 | 33e              |                     |                  |
| 2012 |                  |                     | 60e              |
| 2013 | 91e              |                     | 57e              |
| 2014 |                  |                     |                  |
| 2015 |                  |                     |                  |

| Jaar | Ronde van Lombardije |  | WK op de weg |  | Wereldranglijsten |
| ---- | -------------------- |  | ------------ |  | ----------------- |
| 2010 |                      |  |              |  |                   |
| 2011 |                      |  |              |  |                   |
| 2012 | opgave               |  |              |  | 236e (UWT)        |
| 2013 |                      |  | opgave       |  |                   |
| 2014 |                      |  |              |  |                   |
| 2015 |                      |  |              |  |                   |

## Ploegen
- 2007 –  Boyacà es Para Vivirla-Marche Team
- 2010 –  Acqua & Sapone
- 2011 –  Acqua & Sapone
- 2012 –  Liquigas-Cannondale
- 2013 –  Cannondale Pro Cycling
- 2014 –  Cannondale
- 2015 –  Colombia
- 2016 –  EPM Tigo-UNE Área Metropolitana